# Josif Milovuk
Josif Milovuk (Trpinja, 10. travnja 1787. ili 1793. ↓note1 - Pešta, 23. kolovoza 1850.) je bio trgovac, izdavač knjiga, rodoljub, dobrotvor i jedan od osnivača Matice srpske.

## Životopis
Josif Milovuk je rođen u trpinjskoj obitelji Milovuk od oca Ilije i majke Pelagije, koja umire kad je Josif imao 9 godina. Osnovnu školu je pohađao u rodnom selu, da bi se nakon njenog završetka preselio u Peštu, gdje postaje poznati trgovac. Još kao mladić, isticao se jakim smislom za kulturni i prosvjetni progres svog naroda. Bogatstvo je stekao trgujući čohom, platnom i papirom. Oženio se 1822. godine Makrenom Bozitovac s kojom je imao troje djece (Milana, Dušana i Danicu), a 1823. godine postaje građanin Pešte (iako je u njoj živio još od 1814. godine).
Bio je suvremenik i prijatelj Vuka Stefanovića Karadžića, Save Mrkalja, Jovana Sterije Popovića, Joakima Vujića i drugih.

### Serbski letopis
Od 1824. godine, u Budimu počinje se tiskati časopis Serbski letopis, kojeg je uređivao novosadski profesor Georgije Magarašević. Vrlo brzo, Letopis zapada u novčane probleme, zbog kojih je moglo doći do prestanka njegovog izdavanja. U tom trenutku, Josif Milovuk dogovara s nekoliko drugih peštanskih trgovaca ulaganje u časopis, ali zbog sumnjičavosti drugih trgovaca, jedino on uz svog punca ulaže novac.

### Matica srpska
U želji da prikupi sredstva za izdavanje Letopisa, Milovuk organizira sastanke s trgovcima, na koje dolazi i mladi pjesnik i pravnik Jovan Hadžić. Na njima je dogovoreno osnivanje književnog društva pod imenom Matica srpska, koje bi se bavilo izdavanjem (na prvom mjestu Letopisa). Matica srpska je osnovana 4. (odnosno 16. po novom kalendaru) veljače 1826. godine u Pešti. Za predsjednika društva je izabran Jovan Hadžić, a za tajnika Josif Milovuk. Pored njih dvojice, kao osnivači se navode još i Jovan Demetrović, Gavrilo Bozitovac, Georgije Stanković, Andrija Rozmirović i Petar Rajić.

### Napuštanje Matice srpske
Zbog nesuglasica s Hadžićem oko svrhe Matice, dolazi do razlaza i Milovuk 1826. godine napušta Maticu srpsku. Josif Milovuk se okreće Vuku Stefanoviću Kardžiću, te izdaje njegova djela "Miloš Obrenović, knjaz Srbije" i "Danica". Sukob s Hadžićem koji je bio protivnik Vukove reforme se ovim još više produbio. Nakon ovoga se u potpunosti posvjećuje izdavaštvu, te objavljuje djela Sime Milutinovića - Sarajlije, Dositeja Obradovića, Jovana Sterije Popovića i drugih. U znak zahvalnosti, Sterija je (pod pseudonimom Milan Cvetić) napisao Odu gospodaru Josifu Milovuku.
1833. godine pokušava osnovati Književno društvo koje bi podržavalo Vukovu jezičnu reformu. Međutim, ovaj plan sprječavaju ugarske vlasti, jer su procijenili da bi ovakvo društvo poticalo buđenje srpske nacionalne svijesti.

### Utjecaji
Aktivnosti Matice srpske utjecale su na osnivanje sličnih nacionalnih udruženja kod drugih slavenskih naroda. Česi 1831. godine osnivaju svoju Maticu, 1842. se u Zagrebu osniva Matica ilirska, 1862. u Zadru se osniva Matica dalmatinska, 1864. u Ljubljani Slovenska matica, a 1909. godine u Dubrovniku je osnovana Dubrovačka Matica srpska.